# Enrique Gil Calderón
Enrique Gil Calderón, también conocido como Kily  (Guayaquil, 14 de mayo de 1935 - Guayaquil, 11 de diciembre de 2008), fue director del coro de la Universidad de Guayaquil y fundador de movimiento coral en el Ecuador. Fue hijo del novelista Enrique Gil Gilbert y de la pintora Alba Calderón Zatizábal.

## Vida y trayectoria
Sus estudios los realizó en el Conservatorio de Guayaquil, se especializó en piano, y luego estudió corno francés, durante sus años de estudio formó parte de orquesta y al coro. Se especializó en Dirección Coral en el Conservatorio de Música Pyotr Il'ich Chaikovsky en la cátedra del maestro Boris Tevlin, Moscú.
A lo largo de sus 40 años de trayectoria profesional formó coristas de diversas edades, ensenado personalmente o facilitando becas  internacionales para continuar estudios fuera de Ecuador. Kily Gil forjó su presencia a nivel nacional e internacional a través de las innumerables giras que realizó con el Coro de la Universidad de Guayaquil y consiguió hermanar a los pueblos de Latinoamérica y del mundo a través del Festival Internacional de Coros. El Canto Coral Hermana A Los Pueblos, del cual fue su fundador en 1972. Además fundó el Instituto Experimental de Música de la Universidad de Guayaquil, durante la administración universitaria de León Roldós. Esta entidad forma músicos de nivel profesional y cuenta con su propia Orquesta de Cámara.
Participó en el primer festival internacional de coros en el Ecuador en 1975 como director del Coro Madrigal.
El 18 de noviembre de 2008 recibió el Premio Nacional de Cultura Eugenio Espejo, en su casa por el presidente de la República, Rafael Correa, después de trece años de haber sido elegido merecedor de este en el gobierno de Sixto Durán Ballén (1995).

## Fallecimiento y homenaje póstumo
Murió, víctima de leucemia, en su ciudad natal, Guayaquil, el 11 de diciembre del 2008. Tras su muerte, la Casa de la Cultura Ecuatoriana, Núcleo del Guayas, a manera de homenaje póstumo nombró al teatro de la institución con el nombre de Enrique Gil Calderón rindiéndole tributo como uno de los artistas más importantes del Ecuador y Latinoamérica, por su contribución al desarrollo del arte coral y por el hecho de haber presidido la Casa de la Cultura durante varios años.

## Matrimonio y descendencia
Enrique Gil Calderón estuvo casado por primera ocasión con la soprano Beatriz Parra, con quien tuvo una hija, la cantante Beatriz Gil Parra. Posteriormente, contrajo nupcias con Miriam Estrada-Castillo, teniendo tres hijos.